# 해리슨 포드 (무성 영화 배우)
해리슨 포드(Harrison Ford, 1884년 3월 16일 ~ 1957년 12월 2일)는 미국의 무대 및 영화 배우이다. 주도적인 브로드웨이 연극 연기자이자 무성 영화 시대의 스타였다.

## 참여 작품
- 어리석은 아낙네들
- 새살
- 더 러시 아워